# Stephen Rerych
Stephen Karl Rerych (* 14. Mai 1946 in Philadelphia) ist ein ehemaliger US-amerikanischer Schwimmer und zweifacher Olympiasieger.
Er trat 1968 bei den Olympischen Sommerspielen in Mexiko-Stadt an und konnte dort mit den US-Schwimmstaffeln zwei Goldmedaillen gewinnen. Den Einzelwettkampf über 200 m Freistil musste er wegen Krankheit kampflos aufgeben.
Rerych studierte an der North Carolina State University und gewann 1966 einen AAU-Titel über 100 Yards Freistil. Er war überdies noch Pitcher beim Baseball-Team der NC State. Später besuchte er die Columbia Medical School und erhielt seinen medizinischen Abschluss 1974. Er war lange Zeit als Chirurg in Asheville, North Carolina, tätig und lebt heute in West Virginia.